# Micrurus ruatanus
Micrurus ruatanus este o specie de șerpi din genul Micrurus, familia Elapidae, descrisă de Günther 1895. A fost clasificată de IUCN ca specie pe cale de dispariție (stare critică). Conform Catalogue of Life specia Micrurus ruatanus nu are subspecii cunoscute.